# 富山県道258号北高木出町線
富山県道258号北高木出町線（とやまけんどう258ごう きたたかぎでまちせん）は富山県砺波市内を通る一般県道（富山県道）である。

## 概要
砺波市の中心部と北西部の高波地区を南北に結ぶ。起点で接続している富山県道48号福光福岡線を介し、砺波市中心部と高岡市福岡地区（旧西礪波郡福岡町）の中心部とを最短距離で結んでいる。
長きにわたり、砺波市新富町の新富町（北）交差点から同市新富町の新富町交差点（＝終点）の間は、北行きの一方通行路となっており、起点方向から向かうことができなかった。しかし2023年（令和5年）10月2日、当該ルートを指定解除し、福岡方面より平和町交差点にて砺波総合病院方向に直進するルートに変更され、終点も富山県道20号砺波福光線と接続する中央町交差点に変更され、同時に路線名も「北高木新富町線」から「北高木出町線」に改称されている。

### 路線データ
- 起点：富山県砺波市高波3351番地＝富山県道48号福光福岡線交点、富山県道259号北高木立野線起点）
- 終点：富山県砺波市出町38番9号[3]

（＝富山県道20号砺波福光線交点）

## 歴史
- 1977年（昭和52年）3月1日：「北高木新富町」線として路線認定。
- 2023年（令和5年）10月2日：平和町交差点以遠の経路を変更し、終点も新富町交差点から中央町交差点に変更し、路線名も「北高木出町線」と改称。

## 地理

### 通過する自治体
- 富山県砺波市

### 接続道路
- 富山県道48号福光福岡線、富山県道259号北高木立野線（砺波市高波・北高木交差点：起点）
- 富山県道72号坪野小矢部線（砺波市小杉・小杉交差点）
- 富山県道20号砺波福光線（砺波市中央町・中央町交差点：終点）

### 周辺
- 富山住機 本社・工場
- 砺波市立砺波北部小学校
- 中越レース工業 本社・工場
- 黒田化学 砺波工場
- イオンモールとなみ
- 市立砺波総合病院
- 出町神明宮